# Instituto Mexicano de Derechos Humanos y Democracia
El Instituto Mexicano de Derechos Humanos y Democracia A.C. es una organización civil que inició actividades en 2007 con el fin de lograr el respeto y fortalecimiento de los derechos humanos desde una perspectiva integral, así como promover los principios de la democracia sustantiva.
Se integra por un equipo de profesionales comprometidos, con experiencia en la promoción y  defensa de estas causas desde hace veinticinco años, tanto en organizaciones de la sociedad civil como en instituciones públicas.
El IMDHD impulsa vínculos y encuentros con diversos actores sociales, políticos, académicos y civiles para generar propuestas e iniciativas que aseguren  el respeto y cumplimiento de los derechos humanos en el país y  beneficien,  en mayor medida,  a los grupos  discriminados de la sociedad.

## Ejes temáticos
Igualdad y no discriminación
- Política social con perspectiva de derechos humanos.

Realización de estudios, análisis y seguimiento de indicadores con el propósito de aplicarlos en el monitoreo de la política social, al cumplimiento de recomendaciones de los mecanismos de Naciones Unidas y Organización de Estados Americanos.
- Seguimiento y monitoreo de las políticas públicas de igualdad y no discriminación.

Realización de trabajos para conocer el desempeño de las instituciones públicas en la aplicación de los principios, compromisos y acuerdos para la implementación con base en los estándares internacionales en los ámbitos locales y federal.
- Capacitación y formación de actores vinculados con el derecho a la igualdad y no discriminación.

Construcción de procesos de formación para desarrollar conocimientos, habilidades y competencias que faciliten la incorporación de las temáticas de derechos humanos y los principios de la democracia sustantiva a sus actividades laborales o de organización.
Seguridad ciudadana y justicia
- Políticas de Justicia Penal y Seguridad.

Abrir espacios de discusión y debate con actores relevantes. Construcción de propuestas, análisis técnico, recuperación de experiencias e impulso de iniciativas conjuntas vinculadas a la implementación de la reforma penal y de seguridad ciudadana.
- Seguimiento y monitoreo de las políticas de seguridad.

Realización de actividades para conocer el desempeño de las instituciones públicas en la aplicación de los principios , compromisos y acuerdos para la aplicación de los estándares internacionales en los planos federal y locales.
- Capacitación a actores relevantes para la implementación de políticas de justicia penal y seguridad ciudadana.

Realización de actividades de formación a actores civiles, académicos y servidores públicos encargados de la procuración y administración de justicia, con el propósito de que utilicen las herramientas de derechos humanos en las funciones que realizan.